# Eberhard Puntsch
Eberhard Puntsch (* 7. Mai 1926 in Dresden; † 7. Januar 2015 in Herrsching am Ammersee) war ein deutscher Sachbuchautor und bayerischer Landespolitiker der FDP. Er war von 1978 bis 1982 Abgeordneter des Bayerischen Landtags. Einem breiten Publikum ist er vor allem durch sein weit verbreitetes Zitatenhandbuch (erstmals 1965) bekannt geworden.

## Ausbildung und Beruf
Eberhard Puntsch wurde 1926 in Dresden geboren, wo er auch die Schule besuchte. Er beantragte am 2. Februar 1944 die Aufnahme in die NSDAP und wurde zum 20. April desselben Jahres aufgenommen (Mitgliedsnummer 9.990.869). Noch kurz vor Ende des Zweiten Weltkriegs erhielt er 1944 die Einberufung zum Kriegsdienst. Daher konnte er sein Abitur an einem humanistischen Gymnasium seiner Heimatstadt erst 1946 ablegen. Im gleichen Jahr trat er in die Liberal-Demokratische Partei Deutschlands ein. Nach einer Internierung im sowjetischen Speziallager Nr. 1 Mühlberg bis 1948 übersiedelte Puntsch nach Wuppertal, wo er drei Jahre lang als Volontär und Redakteur bei der Westdeutschen Rundschau arbeitete. Von 1951 bis 1956 studierte er in München Literaturwissenschaft und Philosophie und wurde dort 1956 mit der Dissertation über Das Verhältnis von Dichtung und Existenz bei Clemens Brentano zum Dr. phil promoviert.
Seit 1956 schrieb Eberhard Puntsch vor allem für den Verlag moderne Industrie und die Moderne Verlagsgesellschaft (mvg) zahlreiche Fachbücher. Diese beschäftigen sich vorrangig mit den Themen Verkaufspsychologie, Betriebspsychologie, Mitarbeiterführung und Geschäfts-Korrespondenz und richten sich an Verkäufer im Innen- und Außendienst, Reisende und Vorgesetzte.
Zu seinem allgemein bekanntesten Werk entwickelte sich jedoch sein erstmals 1965 veröffentlichtes Zitatenhandbuch. Diese oft auch nur als Der Puntsch bezeichnete Sammlung klassischer und moderner Zitate ist dank zahlreicher Auflagen und Überarbeitungen zum Standardwerk geworden.
Nach dem Erfolg seiner beiden Bücher Amüsanter Zitatenschatz (1967) und Witze, Fabeln, Anekdoten (1968) brachte er in den 1970er-Jahren mehrere, von Ernst Hürlimann illustrierte Witzbücher heraus, die jeweils auf bestimmte Berufsgruppen – wie etwa Manager, Lehrer, Juristen oder Sekretärinnen – gemünzt waren. Außerdem betätigte sich Puntsch auch als Übersetzer und veröffentlichte 2001 den Roman Ein gern gelebtes Leben. Protokoll eines dankbaren Abschieds.
Daneben verfasste Puntsch eine Reihe von Büchern, in denen er seine politischen Überzeugungen darlegte. So erschien 1986 im Verlag Bonn Aktuell Politik und Menschenwürde, eine Darstellung der Grundzüge des Liberalismus. Mit der Positionierung der Parteien in Deutschland, vor allem der Lage der Liberalen, befasste er sich in  Der Links-Mitte-Rechts-Unfug. Die Welt der Parteien ist nicht zweipolig (1994). In Es wird einmal... (2005) stellte er seine Vision einer freien Gesellschaft vor.
Eberhard Puntsch, der 1952 heiratete, lebte seit 1958 in Herrsching am Ammersee.

## Politische Tätigkeit
Eberhard Puntsch war Mitglied der FDP Bayern. Von 1978 bis 1982 war er Abgeordneter des Bayerischen Landtags. Von 1991 bis 1999 war er Vorstandsmitglied und Präsident der Thomas-Dehler-Stiftung, München.

## Schriften

### Als Verfasser und Herausgeber
- Das Verhältnis von Dichtung und Existenz in der ersten Schaffensperiode von Clemens Brentano (bis zu „Des Knaben Wunderhorn“), Dissertation, München 1956
- Die Technik des Verkaufs-Abschlusses. Wie Sie nach günstigem oder ungünstigem Verkaufsgespräch den Auftrag festmachen (mit Zeichnungen von J. Bartsch), München 1957
- 99 Verkaufs-Ideen für Reisende und Vertreter (mit Zeichnungen von W. Hergenröther), München 1958
- 99 Tips zur Mitarbeiterführung. Ein Brevier für Meister, München 1959
- Einwände richtig entkräften (mit Zeichnungen von C. Arnold), München 1960
- 500 Verkaufsideen für Reisende und Vertreter, München 1961
- Kleiner Knigge für Reisende und Vertreter (mit Zeichnungen von Chlodwig Poth), 9. Auflage, München 1963
- Verkaufen macht Spaß. Beherzigenswerte Ratschläge zum Berufsanfang (mit Zeichnungen von Chlodwig Poth), München 1963
- als Zusammensteller: Zitatenhandbuch. München 1965 (zahlreiche Auflagen, später auch unter veränderten Titeln; aktuell unter Das neue Zitatenhandbuch. 9000 Literaturstellen, Briefpassagen, Gesprächsteile und Sprichwörter für wirklich jede Gelegenheit, Erftstadt 2007, ISBN 978-3-8361-1076-1)
- als Zusammensteller: Amüsanter Zitatenschatz. München 1967
- als Zusammensteller/Herausgeber: Witze, Fabeln, Anekdoten. München 1968 (ab der 9. Auflage, München 1990, als Witze, Fabeln, Anekdoten für Politiker, Künstler, Pädagogen, Wissenschaftler, Redner, Journalisten, Schriftsteller, Manager, Korrespondenten; aktuell als Das große Buch der Witze, Fabeln und Anekdoten. Für Politiker, Künstler, Wissenschaftler, Pädagogen, Redner, Korrespondenten, Journalisten, Schriftsteller, Manager, Esslingen und München 2000, ISBN 3-7628-0558-X)
- Auf der Suche nach dem Glück zu zweit (mit Illustrationen von Ulrik Schramm), München 1970
- als Herausgeber/Zusammensteller: Manager lachen (mit Illustrationen von Ernst Hürlimann), München 1970
- Ärzte lachen (mit Illustrationen von Ernst Hürlimann), München 1970
- Juristen lachen (mit Illustrationen von Ernst Hürlimann), München 1970
- als Herausgeber: Zur freundlichen Erinnerung (mit Illustrationen von Trude Richter), München 1970
- als Herausgeber: In aller Ruhe (mit Illustrationen von Trude Richter-Tegernsee), München 1970
- Verkäufer lachen (mit Illustrationen von Ernst Hürlimann), München 1971
- Sekretärinnen lachen (mit Illustrationen von Ernst Hürlimann), München 1971
- als Herausgeber: Computer lachen (mit Illustrationen von Ernst Hürlimann), München 1972
- als Herausgeber: Lehrer lachen (mit Illustrationen von Ernst Hürlimann), München 1972
- Herzlich willkommen. Freundliche Bemerkungen zum Berufsanfang, (mit Illustrationen von R. Thiele), München 1975 (5. Auflage, Landsberg 1992)
- als Herausgeber: Worüber Chef's schmunzeln (mit Illustrationen von Ernst Hürlimann), München 1977
- Bessere Geschäftsbriefe in 30 Tagen. Korrespondenz-Lehrgang. Lehrgang für Angebotssachbearbeiter und Verkaufskorrespondenten, München 1978
- Wie der Verkäufer rationeller arbeitet. Tourenplanung, Rationalisierung der Warte-, Besuchs- und Gesprächszeiten, Nutzungsmöglichkeiten zusätzlich gewonnener Zeiten, Moderne Verkaufstechniken, München 1979 (Tonkassette)
- zusammen mit Adolf Bauer: Bessere Versicherungsbriefe – in 30 Tagen. Lehrgang für Mitarbeiter im Außen- und Innendienst. Korrespondenz-Lehrgang, München 1982
- als Zusammensteller und Herausgeber: 9000 Zitate. Eine besondere Auswahl aus 3 Jahrtausenden. Moderne Industrie, Landsberg am Lech 1984, ISBN 3-478-01130-2.
- Die 100 häufigsten Korrespondenzfehler – und wie sie vermieden werden. Schulungsmappe, München 1984, ISBN 3-920663-83-7.
- 42 Abschlußtechniken für Verkäufer im Außendienst. Schulungsmappe, München 1984
- Politik und Menschenwürde. Der liberale Weg, (Vorwort von Martin Bangemann), Stuttgart 1986, ISBN 3-87959-265-9.
- Neue Wege der Verkaufstechnik und Verkaufspsychologie. Modernes Verkaufen in 22 Lektionen, Außendienst-Handbuch, München 1989, ISBN 3-920663-93-4.
- 222 Ideen für erfolgreiches Verkaufen, Landsberg am Lech 1990, ISBN 3-478-22050-5.
- Verkaufen durch Fragen und Zuhören, Selbsttrainings-Programm, 3., überarbeitete Auflage, München 1990, ISBN 3-920663-88-8.
- Dialektik und Verkaufsrhetorik für Außendienstmitarbeiter, Selbsttrainings-Programm, München 1990, ISBN 3-920663-91-8.
- 33 Gesetze erfolgreicher Gesprächsführung im Verkauf: gewinnen – überzeugen – verkaufen, Selbsttrainings-Programm, München 1992, ISBN 3-920663-96-9.
- Der Links-Mitte-Rechts-Unfug. Die Welt der Parteien ist nicht zweipolig, München und Landsberg am Lech 1994, ISBN 3-87959-505-4.
- 44 häufige Kundeneinwände und die besten Antworten. Techniken zur Einwandentkräftigung, Selbsttrainings-Programm, 2. Auflage, München 1994, ISBN 3-920663-98-5.
- So steigert der Innendienst seine Verkaufserfolge. Ein Trainingsprogramm für Innendienst-Mitarbeiter, Selbsttrainings-Programm, München 1994, ISBN 3-920663-71-3.
- Ein gern gelebtes Leben. Protokoll eines dankbaren Abschieds, Universitasm, München / Brehm, Feldafing 2001, ISBN 3-8004-1427-9 / ISBN 3-937165-05-3.
- Es wird einmal ... Vision einer freien Gesellschaft, Brehm, Feldafing 2005, ISBN 3-937165-03-7.

### Als Übersetzer
- zusammen mit Dietlinde Schmidt: Charles Leon Lapp: Reisende und Vertreter richtig kontrollieren (Originaltitel: Training and supervising salesmen), München 1963
- Victor O. Schwab: Anzeigen wirksam texten (Originaltitel: How to write a good advertisement), München 1965
- Rodney George Laver, nacherzählt von Jack Pollard: Gewinnen im Tennis (Originaltitel: How to play winning tennis), München 1966